# 1469
| 1469               |
| ------------------ |
| Dødsfald - Fødsler |
|                    |

| Gregoriansk kalender | 1469 MCDLXIX            |
| Ab urbe condita      | 2222                    |
| Armensk kalender     | 918 ԹՎ ՋԺԸ              |
| Kinesiske kalender   | 4165 – 4166 戊子 – 己丑 |
| Etiopisk kalender    | 1461 – 1462             |
| Jødisk kalender      | 5229 – 5230             |
| Hindukalendere       |                         |
| - Vikram Samvat      | 1524 – 1525             |
| - Shaka Samvat       | 1391 – 1392             |
| - Kali Yuga          | 4570 – 4571             |
| Iransk kalender      | 847 – 848               |
| Islamisk kalender    | 873 – 875               |

Konge i Danmark: Christian 1. 1448-1481
Se også 1469 (tal)

## Begivenheder
- Christian 1. pantsætter Shetlandsøerne og Orkney øerne (gamle norske besiddelser) til Skotland for tilsammen 58.000 rhinske gylden, for at skaffe medgift til sin datter Margrethe, der skulle giftes med Jakob 3. af Skotland
- Christian 1. omdanner det københavnske Helligåndshus til kloster
- 17. oktober - i Spanien bliver Ferdinand 2. af Aragonien og Isabella 1. af Castilien gift, hvilket fører til landets samling i en personalunion omkring år 1479

## Født
- 3. maj – Niccolò Machiavelli
- Vasco da Gama, portugisisk opdagelsesrejsende (død 1524)